# Alfred Pfaff
Alfred Pfaff   (Rödelheim, 16 de juliol de 1926 - Erlenbach am Main, 27 de desembre de 2008), conegut com a Don Alfredo, fou un destacat futbolista de l'Eintracht Frankfurt dels anys 1950.

## Trajectòria
Alfred Pfaff va ser un dels capitans honorífics de l'Eintracht Frankfurt.
Va jugar com a titular la final de la Copa d'Europa de 1960, que l'Eintracht Frankfurt va perdre contra el Reial Madrid per 7 a 3 al Hampden Park de Glasgow, i que va tancar per al club madrileny la ratxa de cinc victòries consecutives a la Copa d'Europa.
Debutà amb la selecció d'Alemanya Occidental l'any 1953 de la mà de Sepp Herberger. Guanyà la lliga l'any 1959. Es proclamà campió del món el 1954. En total jugà 7 partits i marcà 2 gols amb Alemanya.